# 国際文化公園都市
国際文化公園都市（こくさいぶんかこうえんとし、英: International Culture Park City）は、大阪府茨木市と箕面市の北部山間部に現在開発中のニュータウン。都市再生プロジェクトのひとつとなっているほか、「バイオメディカル・クラスター創成特区」に指定されている。都市再生機構（UR）が、特定土地区画整理事業として施行している。
愛称は彩都（さいと）。公募によって決定した。由来は、国際交流・学術文化・研究開発という多彩な都市機能を有していることから。

## 計画
茨木市と箕面市にまたがる西部地区、茨木市北部に位置する中部地区と東部地区の3つのクラスターからなる。当初は、3地区を合わせた総面積は計743ヘクタール、人口は居住人口50,000人（16,700戸）、施設人口24,000人を予定していた。
既に造成の終わっている西部地区（313ヘクタール）は既存のニュータウンである粟生間谷住宅や大阪大学箕面キャンパス（旧・大阪外国語大学）と隣接し包み込む形になり、将来予定されている東部地区は既存のニュータウンである茨木サニータウン（山手台）と隣接している。既存ビジネス街へ通勤するための戸建や団地などの住宅地だけでなく、主に生命科学・医療・製薬などの研究施設や関連企業など、働く場所も備えていることが特徴。将来的には人文学系の研究機関や大学、博物館なども予定されていた。また商業施設、里山公園、集合農地などもある。予定地の山林に生えていた木を移植・保管し、開発後に植え直すなど、自然の再生などへも一定の配慮がされている。
都市の重要な機能として、生命科学の研究開発拠点と、国際的な文化学術交流拠点が二本柱になっている。これらは、近隣の千里ニュータウンや万博記念公園などにある大阪大学吹田キャンパス、千里ライフサイエンスセンター、国立循環器病センター、生物分子工学研究所、大阪大学箕面キャンパス、国立民族学博物館などの既存研究施設と連動することが期待されている。
西部地区の東端には研究開発ゾーンである「ライフサイエンスパーク」がある。バイオテクノロジー、先端医療、製薬・創薬に関する研究開発施設や関連企業などが順次研究施設を設置しており、医薬基盤・健康・栄養研究所（設置当初は医薬基盤研究所）や日本赤十字社の近畿ブロック血液センターなどがある。
また、中部地区は全域が「国際交流ゾーン（カルチャーパーク）」となる予定だった。駅のある北部「文化交流ゾーン」では国際交流シンボル施設、セミナーハウス、外国人のための滞在施設、商業施設、文化施設などが予定されていた。また南部の「学術交流ゾーン」では人文・社会科学系等の研究機関、博物館、高等教育機関が予定されていた。しかし、研究施設の誘致が進まないため、工場も誘致できるように「準工業地帯」に用途を変更した。実際には複数の物流センターが立地することとなり、新名神高速道路の茨木千提寺インターチェンジに近いことを活かした大阪北部の物流の一大拠点となる。
東部地区の計画は長く動いていなかったが、インターチェンジに近いことを活かした工業地区として計画が動き出し、2つの地区がまず開発されており、北側の地区ではファーストリテイリングの流通拠点などが、南側の地区では資生堂の工場などが立地している。
この計画では、大阪府や都市再生機構など公だけでなく、阪急電鉄など民間も都市建設に協力している。また立地する公的研究機関なども、公設民営方式のとられたものがあり、民間の力が多く導入されている。
主要なアクセスとしては、大阪モノレール国際文化公園都市モノレール線（彩都線）が乗り入れて3地区を縦貫する予定であったが、第1期として2007年3月19日彩都西駅までの区間が開通した。その後、彩都西駅以東の区間は採算性が見込めないとして、2017年1月に延伸断念が決定し、2019年3月に正式に延伸予定部の事業が廃止となった。彩都西駅から千里中央までは17分、梅田までは乗換え時間を除いて40分弱で到達できる。また、茨木箕面丘陵線（大阪府道1号茨木摂津線）、上郡佐保線、耳原大岩線の3つの幹線道路で大阪中央環状線や国道171号と結ばれている。
2025年万国博覧会の大阪招致構想、2015年7月28日の検討会第4回会合の時点では、会場候補地6ヶ所の中に、彩都東部＋万博記念公園として候補地に上がっていた。

## 現状
2004年（平成16年）4月に西部地区の茨木市側である彩都あさぎ地区の25ヘクタールで第1期のまちびらきが行われ、大規模マンションを含む350戸ほどが供用された。その後2007年3月に大阪モノレールの延伸に合わせて「グランドオープン」と称して、西部地区の38パーセントに相当する120ヘクタールが供用された。2017年4月現在、茨木市「彩都あさぎ」「彩都やまぶき」「彩都あかね」と箕面市「彩都粟生南」「彩都粟生北」として存在している。西部地区はまちづくりが先行したモノレール線より東側に続き、西側の整地も完了した。東部地区は「彩都はなだ」「彩都あけぼの」「彩都もえぎ」となり、茨木市側は日本の伝統色の名で統一される。
里山サークルや棚田ファーマーサークルなど、近隣の自然に親しむ活動が始まり、住宅の都心回帰に対して新しい郊外生活の魅力作りの試みが行われている。
大阪府道1号茨木摂津線は国道171号線から彩都西駅までの区間がモノレールにさきがけて2007年3月6日に高規格道路として開通した。研究機関では、医薬基盤研究所、彩都バイオインキュベータ、日本赤十字社近畿ブロック血液センター、日本生命保険の彩都センター、製薬関連企業などがある。

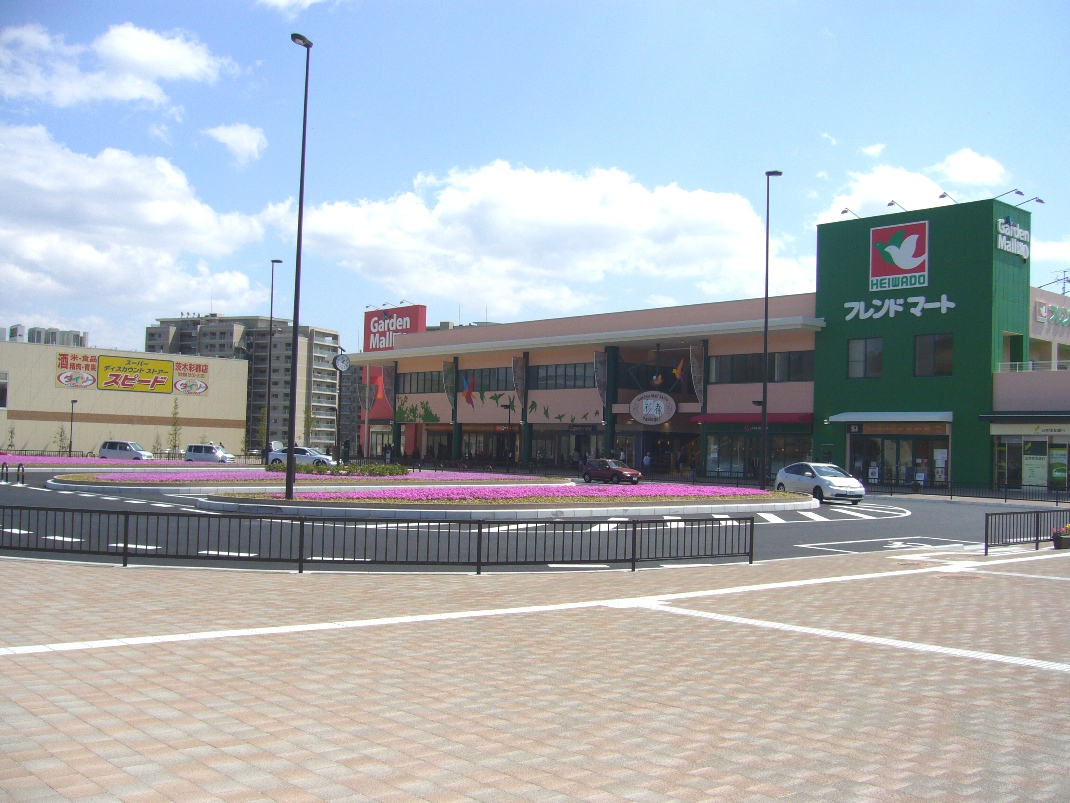
彩都西駅前ロータリーとガーデンモール彩都

まちびらき当初、国際文化公園都市の中心部で食料品や日用品の買い物のできる施設はコンビニエンスストアのデイリーヤマザキ（営業時間6:00 - 24:00・既に閉店。現在は有料老人ホームフォーユー彩都）しか存在しなかったので自動車やオートバイのない住民には不便であったが、すぐに現在の駅前ショッピングセンターの駐車場の位置にスーパーマーケットの「まねき屋」（実際には生鮮食料品等はほとんど扱わなかった。後に酒店の「ラッケ（既に閉店）」に入れ替えになった。）も開業し、幾分買い物の不便さは解消された。
モノレールの延伸開業前日の2007年3月18日にはモノレール彩都西駅前に平和堂の食品スーパーマーケット、フレンドマートを核テナントとするショッピングセンターの「ガーデンモール彩都」が開業した。ショッピングセンター外でもディスカウントショップのスピード（既に閉店）やベーカリーショップや書店、美容室、コンビニエンスストア、ガーデニングの店などが開業した。ただし、一部の店舗は運営会社の倒産などにより既に閉店したものもある。野菜直売所の彩菜みまさか・りくろーおじさんの店・ラ・ムーのように地域外からの客を集める店舗も開業している。未成年層が多い地域であるため、学習塾や各種教室は多く開業している。交番は未だ設置されていないが、交番の用地はまちびらき当初から確保されており、郵便局はやまぶき大通り沿いの茨木市域に2014年の秋に設置されている。
モノレール延伸開業にあわせて大規模マンションが、さらに2ヶ所同時に完成し、その後も新たなマンションが販売されている。誘致がなかなか進まない研究施設とは対照的に、マンションや戸建て住宅地の分譲は地価が比較的安く、環境に恵まれているわりに鉄道の駅にも近いことなどから当初は好調であったが、2008年に入ってからの世界的な不動産の売れ行きの変調は彩都の住宅地の分譲にも一時的に影響を与えた。また、茨木市側の小・中学校のキャパシティ問題により茨木市側では2010年から当分の間大規模マンション計画に対し建築許可を与えない方針となり、その後の彩都の大規模マンション建設はすべて箕面市域となったが、2016年から再び茨木市側のマンション建設が再開している。2014年4月には彩都西部地区のすべての街区が一般の立ち入り可能となった。また、中部地区の造成がほぼ終了し、2015年3月には府道1号線が中部地区の入り口まで一般車の通行が可能になり、2015年11月には、佐保地区まで抜けることが可能となった。その代わりに2015年12月には暴走族対策として、一般住宅のない彩都西地区の最も標高の高い地域への一般車の立ち入りが不可能となった。

### 教育施設

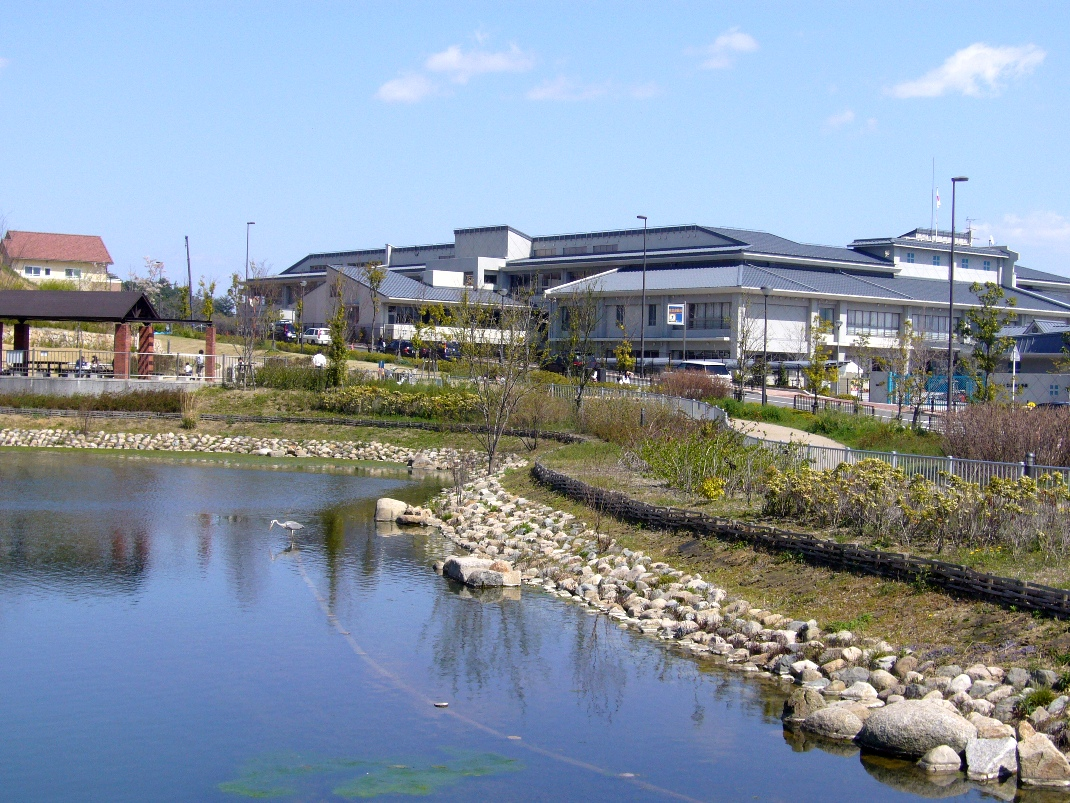
彩都西小学校とあさぎ里山公園

2004年のまちびらきに伴い開設された教育施設は茨木市側の茨木市立彩都西小学校だけであった。そのため中学校は茨木市立豊川中学校までの自転車通学となり、幼稚園もすべて他地区へのバス通園となった。しかしその後の人口の増加に伴い、2006年のガーデンモール開業時に英語教育を取り入れた認可外保育園であるキンダーキッズ茨木彩都校、2006年6月には私立認可保育所 の彩都保育園が開園し、茨木市立彩都西小学校の増築が2007年春に完成し、翌年には第2期増築も行われている。2008年4月には茨木市立彩都西中学校が開校し、茨木市立豊川中学校に通学していた彩都地区の生徒は転校することになった。2007年5月には私立の彩都敬愛幼稚園と認可保育所である彩都敬愛保育園が開園した。この両園は茨木市初の幼保連帯型の認定こども園でもある。
前項でも述べたとおり、茨木市側の特定学年の小学生人口が急激に増加し、これ以上増加した場合に小学校が受け入れられない恐れが出たため、茨木市は当面彩都茨木市域での大規模マンションの建設を認めなくなった。彩都西小学校はマンモス校化し、敷地に当初計画されたすべての建物の増築が完了している。
彩都の箕面市域側は、まちびらき当初から彩都区域以外の小中学校（箕面市立豊川北小学校・箕面市立第六中学校）への通学になった。2011年春には水と緑の健康都市（箕面森町）のとどろみの森学園に引き続き、箕面市で2番目の小中一貫校である箕面市立彩都の丘小学校・中学校が開校し、彩都の箕面市側区域のうち「川合裏川」より北側の区域が校区となった。2010年秋現在既に住民の住んでいる「川合裏川」より南の区域の生徒は従来通りの小中学校への通学となる。また、2012年には彩都の丘学園の隣接地に彩都みのり保育園が開園し、2014年度、箕面市内にアスク彩都西保育園が開園した。
彩都から徒歩圏内の隣接地には私立早稲田摂陵高等学校・向陽台高等学校が立地している。これらの学校へはモノレール開通に伴い、彩都から通じる歩行者・自転車用通路が整備された。

### 中・東部地区の現状・今後
中部地区は武田薬品工業の新薬研究所施設の誘致が失敗に終わった（これは神奈川県藤沢市の自社湘南工場跡地に建設される）ことから、準工業地区に用途変更され、販売価格を西部地区の事業用地よりも大幅に引き下げて、2013年には進出企業が操業を開始できるように具体的な開発計画を立てるとしており、2012年からは本格的な山林造成が始まり、2014年には造成がほぼ終了、2015年から流通施設等の建設が本格化し、2016年には2つの大規模な流通施設が開業した。引き続き2017年の開業を目指して1つの大規模な流通施設の建設が進められている。
東部地区の開発は長く何も進まず、山林のままであった。東部地区予定地の山林のうち一部を阪急電鉄（阪急阪神ホールディングス）がすでに買収しているが、2005年3月期、東部地区などに所有する販売用土地のうち200億円の土地評価損を計上した。またURの開発撤退をうけて、2008年3月期にも690億円の土地評価損を計上することにしている。今後の住宅需要動向などを見ながら着手されると見られていたものの、住宅の都心回帰の進む現状では住宅地としては厳しいものがあるが、新名神高速道路の茨木千提寺インターチェンジに至近であることなどから、産業・工業地区としてはニーズがあることが確認できたため、2015年に産業団地を中心とした地域として開発されること開発計画が変更され、先行して2つの地区の造成が完成し、そのうちの1つの地区に資生堂の工場が開設されるなど、開発は動き始めている。
西部・中部地区は既にすべての整地が完了しており、開発が100％進められる事は確定的である。ただ、高級住宅地となった西部地区の住民は静かな郊外生活を求めている人が多く、これ以上の彩都の発展を望んではいない人が多いのも事実である。

### 彩都周辺に広がる「彩都」の名称
彩都に近いものの、彩都の区域外である大阪モノレール彩都線豊川駅周辺にある一部の店舗は「彩都店」を名乗っている。また、ここに立地するスーパー銭湯は「彩都天然温泉」を名乗っている。

### 国際文化公園都市周辺の郊外住宅開発
国際文化公園都市の開発に先駆けて、将来彩都東地区となる予定地に隣接した地域に茨木サニータウンが1970年代末に開発された。また、南には間谷住宅地や外院住宅地などが開発された。
また、1980年代末に大和団地が「北大阪ネオポリス」住宅地（豊能町希望ヶ丘）を開発。
さらに箕面市北部にある水と緑の健康都市（箕面森町）は、2007年10月に街開きを行い、2008年4月には箕面市立止々呂美小学校・中学校が旧集落地区から移転し、「とどろみの森学園」の愛称で大阪府初の公立の小中一貫校となった。

### 批判意見
彩都が自然破壊につながるといった報道はほとんどされていない。ただ、基本的なコンセプト（環境保全）が共通する箕面森町は、現実に行われている開発面積が彩都よりも大きいこともあり、「税金の無駄遣い」「自然破壊」等の理由で批判された。ただし、全ての計画が実行されたならば彩都の方が大規模な開発となり、また彩都周辺の自然環境については詳しい調査はされていない。彩都は大阪府よりも阪急等の民間会社やURが開発を主導しているために、大阪府主導の箕面森町と異なりマスコミの批判報道に不向きだという側面もある。これらの問題については水と緑の健康都市や箕面有料道路の項目も参照されたい。

## 主なアクセス

### 道路
茨木箕面丘陵線（大阪府道1号茨木摂津線）
3地区を貫き、国道171号と交差し万博公園外周道路につながる。現在は彩都中地区から彩都西地区を貫通し南に抜ける区間が整備されており、彩都中地区からの北の佐保地区までは市道が整備されている。佐保から北へは未開通のため、従来からある細い道が府道1号として指定されており、全くの未整備の状態である。
上郡佐保線
東地区を南北に縦断し、国道171号につながる。大阪府道114号忍頂寺福井線にかわる道路となると思われる。現在国道171号から福井地区までが順次拡幅整備中である。
耳原大岩線及び大岩線
彩都の北側を新名神高速道路が走り、東部地区の北に茨木千提寺ICがある。その茨木千提寺ICから発して東地区の東端で茨木箕面丘陵線の終点となり、大阪府道46号茨木亀岡線と合流して国道171号へつながる。
その他、補助幹線道路として、彩都の南で茨木市の山間部と平野部の境を東西に貫く山麓線、地区内を循環する国文都市1・2・3・4号線が予定されており、順次整備中である。国文都市4号線は彩都やまぶき地区からトンネルを抜けて大阪府道4号茨木能勢線までの区間が開通している。

### 鉄道
大阪モノレール国際文化公園都市モノレール線（彩都線）がそれまでの阪大病院前駅から北伸して、2007年3月19日に彩都西駅まで乗り入れた。さらに（仮称）東センター駅までの延伸が行われるかは東部地区の開発次第とされた。大阪モノレールは彩都の開発が中地区までに限定された場合モノレールの延伸は行われず、東部センターまで延長された場合のみ中部駅が作られるとされていた。その後東部地区は住宅地中心から事業所主体の工業・物流拠点として計画を変更して開発されることになり、人口が当初予定の3万人から5千人に変更されたことから、採算が合わないと判断され、2017年1月27日に延長を断念している。
北大阪急行電鉄南北線千里中央駅・大阪国際空港（伊丹）・阪急電鉄京都線南茨木駅・京阪電鉄京阪本線門真市駅などへ乗り継ぐことができる。朝や16時16分以降彩都西発など、平日のラッシュ時・早朝夜間帯を中心に彩都西駅 - 千里中央駅間で直通運転される。運行間隔は昼間時間帯や休日ダイヤの早朝・深夜は20分間隔、平日朝ラッシュ時は8分間隔。それ以外の時間は10分間隔である。
- 彩都西駅 - 2007年3月19日開業。
- 中部駅（仮称）- 開業断念。
- 東センター駅（仮称）- 開業断念。

### バス

#### 現在
彩都西駅 - 彩都あさぎ - 彩都あさぎ南 - 彩都あさぎ三丁目 -（清水、中河原南口経由）- JR茨木駅 - 阪急茨木市駅（2011年7月1日より運行開始）。なお、茨木市主導で作られた路線のため、箕面市域内にバス停は設置されていない。
2016年6月6日から、従来から運行されていた路線の経路変更の形で、千里中央（2024年以降は箕面萱野駅）から余野（希望ヶ丘）間のバスが、彩都トンネル・彩都の箕面区域を通って、彩都西駅から彩都あかねを通過する路線が開設された。また、茨木から忍頂寺間の路線も、同日に彩都中地区を縦貫するルートに変更されている。
この他にも、2010年9月からは彩都南部の箕面市域を箕面市のコミュニティバスである「オレンジゆずるバス」が運行されており、彩都域内にも2つの停留所が設置されている。ただし、彩都の中心部は茨木市域であるため乗り入れていない。オレンジゆずるバスは現在は日曜・祝日は彩都域は運転されない。
また、彩都に接する道路では彩都の開発以前から阪急バスが運行されており、間谷住宅からの北千里駅・千里中央駅・箕面萱野駅・箕面駅へ行く路線が利用できる。極めて本数が少ないものの、川合バス停からの阪急茨木市駅行きも利用できる。

#### 2007年から2011年まで
上記のバス路線が新設されるまで、彩都の中心部からのバス路線は存在しなかった。従来から一部の住民は市役所などがある茨木市中心部のJR茨木駅・阪急茨木市駅からのバス路線の新設を要望していたが、モノレールとの競合もありしばらくの間はバス路線は開設されなかった。そのため、茨木駅方面へはモノレール阪大病院前駅や公園東口駅での近鉄バスや阪急バスへ乗換えが最も速い方法であった。豊川駅で下車し、国道171号線のバス路線に乗り換えることも可能である。現在の彩都西駅からのバス路線の運行本数があまり多くないため、現在でも運行本数が多いこれらの方法で茨木駅に向かう人も多い。

#### モノレール開通以前
まちびらきから大阪モノレールが2007年春に彩都西駅まで開通するまでの間、彩都までの公共交通は阪急バスだけであった。2004年3月20日に「彩都線」として「彩都あさぎ」バス停と共に開設され、彩都には阪急バスの出張所も設置された。彩都住民の専用バスに等しく、極端な赤字運行を続けていたが、モノレール開通後は廃止されることが当初から決まっており、モノレール開通前日の2007年3月18日限りで廃止された。あさぎ大通りには、そのバス停跡が残っていたが、彩都西駅までのバス路線再開設時にすべて再利用されている。
彩都あさぎ - 彩都あさぎ南 - 関電学園前 - 千里中央の路線で運転していた。系統番号は70だった。北大阪急行電鉄千里中央駅から、「彩都あさぎ」バス終点まで所要約25分。運賃は千里中央 - 彩都の通しで大人280円（モノレールの千里中央 - 彩都西は390円）、便数は平日41.5往復、土休日31.5往復、6時台から23時台（千里中央発のみ）まで設定されていた。関電学園前 - 千里中央間は国道171号線を通るが、この間にある停留所は全て通過した。また、関電学園前は彩都方面と92系統（阪急石橋 - JR茨木）および、79系統（関電学園前 - 北千里 - 千里中央）の路線を乗り継いで利用する人のために停車する停留所であり、関電学園前 - 千里中央間だけの乗車は出来なかった。なお、終点の停留所名は「彩都あさぎ」だが、バスの行き先表示は単純に「彩都」となっていた。